# Chikjājūr
Chikjājūr är en ort i Indien.   Den ligger i distriktet Chitradurga och delstaten Karnataka, i den södra delen av landet, 1 600 km söder om huvudstaden New Delhi. Chikjājūr ligger 681 meter över havet och antalet invånare är 8 000.
Terrängen runt Chikjājūr är platt. Runt Chikjājūr är det ganska tätbefolkat, med 199 invånare per kvadratkilometer. Närmaste större samhälle är Holalkere, 10,4 km sydost om Chikjājūr. Trakten runt Chikjājūr består till största delen av jordbruksmark.